# Sappho (Daudet)
Sappho: Pariser Sitten ist ein 1884 erschienener Roman des französischen Schriftstellers Alphonse Daudet (Originaltitel: Sapho: moeurs parisiennes). Thema des Romans ist eine Liebesbeziehung im Paris des 19. Jahrhunderts zwischen dem aus gutbürgerlichen Verhältnissen stammenden jungen Beamten Jean Gaussin, der schnell in den Bann der älteren, lebenslustigen Fanny gerät und mit ihr eine Beziehung beginnt. Diese „wilde Ehe“ verläuft alles andere als geradlinig und endet letztlich an der Entscheidung der Partnerin für einen früheren Liebhaber.

## Handlung
Auf einem Kostümfest in Paris lernt der 21-jährige aus Südfrankreich stammende Jean Gaussin, der sich in der Stadt wegen einer Ausbildung als Konsulatsbeamter aufhält, die vergnügungssüchtige Fanny Legrand kennen und nimmt sie noch am Abend ihres Kennenlernens in seine Wohnung in der Rue Jacob mit. Dem anfänglichen zweitägigen Zusammenleben folgen weitere Besuche und Ausflüge in die Umgebung der Metropole. Schließlich scheucht Fanny einen früheren Liebhaber davon und kümmert sich um den kurzzeitig erkrankten Jean. Einige Zeit später beziehen die beiden eine gemeinsame Wohnung in der Rue d’Amsterdam. Fanny war ehemals vier Jahre mit dem Bildhauer Caoudal zusammen, für den sie 1853 als Siebzehnjährige Modell stand. Es folgte eine dreijährige Beziehung mit dem Grafiker Flamant, der wegen Geldfälschung ins Gefängnis kam. Die anfänglich der Mittäterschaft verdächtigte Fanny wurde deswegen in Untersuchungshaft genommen. Als dies Jean jetzt – man schreibt das Jahr 1873 – erfährt, will er sich von Fanny trennen, doch sie kann ihn umstimmen. Ernsthaft in Frage gestellt wird die Fortsetzung der Liaison, nachdem Jeans Eltern, die einen Weinberg besitzen, wegen Ernteausfällen ihren Sohn nicht mehr unterstützen können. Um den Lebensunterhalt zu sichern, nimmt Fanny eine Stellung in einer Pension an. Der Wunsch, mit Jean zusammen zu leben, ist ungebrochen, worauf sich die Liebenden verständigen, eine preiswertere Unterkunft in dem Vorort Chaville zu beziehen. Dort führen die beiden ein beschauliches, bürgerliches Leben; Jean fährt jeden Werktag mit dem Zug ins Ministerium. Fannys Wunsch nach einer geordneten Existenz gipfelt in dem Wunsch, einen sechsjährigen Jungen namens Joseph aufzunehmen, der vormals in einer Köhlerhütte im Wald lebte und sich durch ein ungehobeltes Wesen auszeichnet. Es gelingt Fanny, Jean zu überreden und den Jungen aufzunehmen. Nach Bestehen der Prüfung für den konsularischen Dienst trifft Jean die in London geborene Irène und verliebt sich in sie. Sie wollen heiraten. Der Ehemann von Jeans Tante Césaire, dem es gelungen ist, durch Weinanbau zu Wohlstand zu kommen und dem Fanny in einer prekären Situation mit Geld helfen konnte, holt Jeans Sachen aus der Wohnung in Chaville ab, die seit fünf Jahren bestehende Beziehung ist zunächst zu Ende. In einem Brief macht Fanny dem verflossenen Liebhaber keine Vorwürfe, doch einen Selbsttötungsversuch der Zurückgelassenen kann der Nachbar Hettéma im letzten Moment vereiteln. Der betroffene Jean fährt wieder nach Chaville zurück, auf dem Weg zu Fanny kommt ihm Joseph mit einem Mann entgegen – es handelt sich um den Kupferstecher Flamant, der seinen Sohn abholt. Die anfänglichen Gewalttätigkeiten Jeans gegen Fanny beim Wiedersehen wandeln sich rasch in wechselseitige Zärtlichkeiten. Beide wollen wieder zusammenleben, Jean löst die Verlobung mit Irène. Später wartet Jean in Marseille auf die Einschiffung nach Peru, wo er seinen ersten Auslandsposten antreten wird. Fanny soll sich in der Hafenstadt dazugesellen und mit ihm abreisen. Doch in einem Brief teilt Fanny mit, dass sie nicht mit Jean gehen wird, sie wolle beim Kind bleiben, ohne das sie nicht mehr leben könne.

## Interpretationsansätze
Daudets Sappho ist ein Roman über zwei Liebende, die zusammen und wieder auseinander finden, allerdings liegt der Grund hierfür nicht, was zunächst nahe gelegen hätte, in der Ablehnung einer dauerhaften außerehelichen Beziehung durch die herrschenden Moralvorstellungen. Vielmehr führen die Gefühlswallungen und Gefühlsirrungen der Hauptcharaktere letztlich zum Scheitern der Beziehung. In dem zeitlosen Beziehungskonflikt zwischen Mann und Frau geht hier die Frau letzten Endes als Siegerin hervor: Jean wird in den Bann von Fanny gezogen, gefährdet mit der wilden Ehe seine Reputation, will wegen des schlechten Leumunds seiner Partnerin auf Distanz gehen, setzt die Beziehung dennoch fort, verliebt sich in eine andere Frau, wird aber durch eine hysterische Reaktion wieder zur früheren Geliebten hingezogen, von dieser aber dann bei der Verwirklichung eines gemeinsamen Entschlusses hintergangen. Es scheint, als beherrschen die Frauen die Tücken und Instrumente der Liebe besser als ein Mann.

## Rezeption
Sigmund Freud zitiert und interpretiert eine Szene aus Daudets Sappho in der Traumdeutung (Kapitel 6 Die Traumarbeit Abschnitt Die Verdichtungsarbeit).
Der französische Regisseur Léonce Perret verfilmte diesen Roman Daudets 1934 und sein Landsmann Serge Moati 1997 für das Fernsehen. Des Weiteren war Sappho 1897 die Grundlage für das Pièce lyrique Sapho des französischen Komponisten Jules Massenet.

## Buchausgaben (Auswahl)
- Sappho. Pariser Sittenbild. Separat-Abdruck aus der Neuen Freien Presse. Reiße, Wien 1884
- Fanny Legrand. Übersetzt von Paul Wiegler. Schlösser, Braunschweig 1948
- Sappho. Ein Pariser Sittenbild. Aus dem Französischen von Marcelle Klein. Illustrationen von Charles Hug. Büchergilde Gutenberg, Zürich 1961
- Sappho. Pariser Sitten. Aus dem Französischen übertragen von Eveline Passet. Manesse, Zürich 1996, ISBN 3-7175-1890-9.

## Nachweise
1. ↑  Sigmund Freud: Die Traumdeutung. (projekt-gutenberg.org).